# Pourra
Pourra est une commune rurale située dans le département de Rambo de la province du Yatenga dans la région Nord au Burkina Faso.

## Géographie
Pourra se trouve à 12 km au sud de Rambo, le chef-lieu du département, et à environ 50 km au sud-est de la ville de Séguénéga.

## Économie
L'agriculture et l'élevage sont les deux principales activités du village – notamment grâce aux eaux du lac de barrage de Pourra –, qui est également, en raison de son marché, l'un des lieux d'échanges commerciaux du département.

## Santé et éducation
Pourra accueille un centre de santé et de promotion sociale (CSPS) tandis que le centre médical avec antenne chirurgicale (CMA) se trouve à Séguénéga.
Le village possède une école primaire publique.